# Jacques Bingen
Jacques Bingen (* 16. März 1908 in Paris; † 12. Mai 1944 in Clermont-Ferrand) war Ingenieur und eine wichtige Person der Résistance. Er trat 1940 dem Freien Frankreich bei, wurde von General de Gaulle vom 16. August 1943 bis zu seiner Festnahme durch die Gestapo am 12. Mai 1944 zur Résistance entsandt. Er tötete sich selbst, um nicht aussagen zu müssen. Er ist Compagnon de la Libération.

## Leben
Jacques Bingen wuchs in einer italienischstämmigen jüdischen Familie, die väterlicherseits aus Deutschland (Bonn) eingewandert war, als Schwager von André Citroën auf. Er besuchte das Lycée Janson de Sailly, bevor er 1924 die Aufnahme zur Pariser Bergbauschule erhielt und sie 1926 als Ingenieur verließ. Außerdem besaß er ein Diplom der École libre des sciences politiques. Bei der Weltausstellung von Barcelona 1929 leitete er den französischen Pavillon. 1930 bis 1931 absolvierte er seinen Militärdienst als Reserveoffizier bei der Artillerie. In den 1930er Jahren war er einer der engsten Mitarbeiter seines Schwagers. Gleichzeitig war er Sekretär des Zentralkomitees der Reeder.
1939 wurde er als Reserveoffizier im Rang eines Leutnants der Reserve als Verbindungsoffizier zur 51. schottischen Division eingesetzt. Am 12. Juni 1940 wurde er bei Saint-Valéry-en-Caux durch einen Granatsplitter im Oberschenkel verletzt, entkam er schwimmend und auf einem Fischerboot. Damit gelangte er zu einem Minenräumboot, das ihn nach Cherbourg in ein Krankenhaus transportierte, in dem er einen Tag verbrachte. Die drei folgenden Tage verbrachte er im Krankenhaus in Valognes, von wo er in einem Lazarettzug in den Südwesten verlegt wurde. Am 20. Juni konnte er La Rochelle an Bord eines Schiffes nach Casablanca verlassen. Als polnischer Pilot verkleidet gelangte er am 2. Juli nach Gibraltar, von wo er an Bord eines polnischen Schulschiffs nach Großbritannien floh, wo er am 18. Juli in Liverpool anlangte.
Am 23. Juli begegnete Bingen General Charles de Gaulle und stellte sich in den Dienst des im Aufbau befindlichen Freien Frankreich. Wegen seiner Kenntnisse auf dem Gebiet der Marine leitete er ab dem 12. August 1940 die Handelsflotte des Freien Frankreich, dessen geringe Tonnage mehr ein symbolisches Attribut der Souveränität war, worin de Gaulle zwangsläufig sensibel war. Er strebte eine Ergänzung des accord des Chequers (7. August 1940) hinsichtlich der Handelsflotte und ihrer Besatzung an, die in den Konvois schwere Verluste erlitten. Er war als Verbindungsperson zur britischen Admiralität tätig. Als unabhängiger Geist zögerte er auch in Gegenwart von de Gaulle nicht, dessen autoritären Gedanken und seine rüden Umgangsformen zu kritisieren.
Im August 1942 trat er aus Abenteuerlust der nichtmilitärischen Sektion (NM) von Louis Vallon des Bureau Central de Renseignements et d’Action (BCRA) unter der Leitung von André Dewavrin bei. Er hielt ständigen Kontakt zu Jean Moulin und den verschiedenen Résistancegruppen und -netzen. London war ein Treffpunkt von Bingen und Moulin. Zu Beginn des Jahres 1943, als die schwierige Arbeit Moulins der Einigung der unterschiedlichen Gruppen und Strömungen der Résistance auf ihrem Höhepunkt war, trat Bingen im Rang eines Hauptmanns an die Spitze der Sektion NM.
Nach der Verhaftung Moulins am 21. Juni 1943 bot er sich freiwillig an, seinem alten Freund Claude Bouchinet-Serreules an der Spitze der Generalvertretung Londons in Paris zu helfen. In der Nacht vom 15. auf den 16. August 1943 sprang er mit einem Fallschirm in der Nähe von Tours über dem besetzten Frankreich ab, um als Delegierter des Comité Français de la Libération Nationale (CFLN) der Südzone an dessen Sitzung teilzunehmen.
In einem Brief, den er seiner Mutter vor seinem Abflug zurückließ, teilte er seine Gründe für die Teilnahme an der gefährlichen Mission mit:

„Ich habe eine tiefe Liebe für Frankreich entwickelt, unmittelbarer, fühlbarer als alles, was ich früher erlebte, als das Leben süß und alles leicht war. Und meine Abreise kann – das ist eine unerwartete Chance – Frankreich mehr dienen als viele Soldaten. Ich hoffe übrigens ich werde vor meinem Ende einen großen Teil dieser Dienste zurückzuerhalten.“

„Es gibt letztlich daneben den Wunsch nach Rache für die durch eine seit Jahrhunderten nicht gesehene Barbarei gefolterten oder ermordeten jüdischen Freunde. Es ist auch der Wunsch eines weiteren Juden (es gibt so viele, wie Du weißt) seinen ganzen Teil und mehr an der Befreiung Frankreichs zu übernehmen.“

Bingen stand einer schwierigen Situation gegenüber. Nach dem Tode Moulins überstand die Einheit der Résistance zwar, aber viele der Gruppen wünschten sich eine größere Autonomie gegenüber London und seinen Direktiven. Der Zustrom der Flüchtigen vor der Zwangsarbeit des STO zum Maquis stellte die Résistance vor unzählige Probleme des Nachschubs, der Finanzierung, der Bewaffnung und der Betreuung. Entgegen den weitverbreiteten Hoffnungen vollzog sich die alliierte Landung nicht mehr 1943 und die Résistance sah sich einem neuen Winter des Kampfes aus dem Untergrund gegenüber.
Bingen spielte eine entschlossene Rolle bei der Vereinigung der militärischen Kräfte der Résistance, die am 1. Februar 1944 aus
- der gaullistischen Armée secrète,
- der kommunistischen Francs-tireurs et partisans FTP und
- der giraudistischen Organisation de résistance de l’armée ORA

und zahlreichen isolierten bewaffneten Gruppen die Forces françaises de l’intérieur (FFI) bildeten.
Um den gesamten Zuwachs der Résistance zu finanzieren, organisierte Bingen
das Comité Financier COFI. Er organisierte und unterstützte die diversen Kommissionen des Conseil National de la Résistance (CNR, dt. „Nationaler Widerstandsrat“),
- das die Sabotageakte koordinierende Comité des Actions Immédiates
- das mit der administrativen Vorbereitung des Aufstandes durch gefälschte Dokumente beauftragte Komitee Noyautage des Administrations Publiques (NAP),
- das gegen die Zwangsarbeit kämpfende Comité d’Action contre la Déportation (dt. „Aktionskomitee gegen die Deportation“),
- das von R.P. Pierre Chaillet geleitete Comité des Œuvres Sociales de la Résistance (COSOR, dt. „Komitee der sozialen Werke der Résistance“), das den Familien eingesperrter Résistancemitglieder half
- die Commission de la Production Industriel
- die mit der Beschaffung von Nachschub beauftragte Commission de Ravitaillement.

Am 15. März 1944 trug Bingen gemeinsam mit Georges Bidault zur Annahme des CNR-Programms bei, das zum Fundament der Reform des Sozialpakts und der Demokratie in Frankreich wurde.
Ab Dezember 1943 wurde Bingen offizieller nationaler Gesandter Londons für ganz Frankreich. Ab März 1944 war er schwerpunktmäßig in der Südzone tätig. Trotz steigender Risiken lehnte er eine Rückkehr nach London ab.
Der Verrat des belgischen Doppelagenten der Abwehr, Alfred Dormal, ermöglichte der Gestapo am 12. Mai 1944, Jacques Bingen im Bahnhof von Clermont-Ferrand zu verhaften. Er entkam, aber ein Angestellter der Banque de France verstand nicht, was vor sich ging und wies seinen Verfolgern den Weg. Wieder aufgegriffen, schluckte Bingen freiwillig seine Cyanid-Kapsel, um keine Geheimnisse der Résistance zu verraten. Sein Körper wurde niemals wiedergefunden.
Von der Öffentlichkeit trotz der Bedeutung seiner historischen Rolle verkannt, war Bingen von seinen Kameraden, aber auch von den Spezialisten der Résistance als eine der makellosen und mutigsten Persönlichkeiten des geheimen Kampfes bis zum Opfer seines Lebens anerkannt.
In seinem Testament, wenige Wochen nach seinem Verschwinden veröffentlicht, schrieb er: „Ich wünsche mir letztlich, dass die Meinen wissen, an welchem Punkt im Verlauf der letzten acht Monate ich sicher glücklich war.“

## Auszeichnungen
- Ritter der Ehrenlegion
- Ordre de la Libération
- Croix de guerre (2 Erwähnungen)